# Corynesporopsis antillana
Corynesporopsis antillana är en svampart som beskrevs av R.F. Castañeda & W.B. Kendr. 1990. Corynesporopsis antillana ingår i släktet Corynesporopsis, divisionen sporsäcksvampar och riket svampar.   Inga underarter finns listade i Catalogue of Life.